# Leptotarsus (Aurotipula) ferruginosus ruapehuensis
Leptotarsus (Aurotipula) ferruginosus ruapehuensis is een ondersoort van de tweevleugelige Leptotarsus (Aurotipula) ferruginosus uit de familie langpootmuggen (Tipulidae). De ondersoort komt voor in het Australaziatisch gebied.